# Epictia septemlineata
Espèce
Epictia septemlineata est une espèce de serpents de la famille des Leptotyphlopidae.

## Répartition
Cette espèce est endémique de la province de Celendín dans la région de Cajamarca au Pérou.

## Description
L'holotype mesure 172 mm de longueur standard et 9 mm pour la queue.

## Publication originale
- Koch, Venegas & Böhme, 2015 : Three new endemic species of Epictia Gray, 1845 (Serpentes: Leptotyphlopidae) from the dry forest of northwestern Peru. Zootaxa, no 3964 (2), p. 228–244.